# Leôncia
Leôncia foi uma imperatriz-consorte bizantina, esposa do imperador Focas.

## Imperatriz
O imperador Maurício reinou entre 582 e 602 e liderou uma série de campanhas nos Balcãs e conseguiu re-estabelecer a fronteira norte do império no Danúbio (fronteira da Mésia). No inverno de 602, seus objetivos estratégicos incluíam assegurar o controle da região da Panônia e da área que posteriormente seria conhecida como Valáquia. Quando ele ordenou que o exército bizantino deveria passar o inverno de 602-603 na margem norte do Danúbio, as tropas, exaustas, se amotinaram contra o imperador.
Focas emergiu como líder dos rebeldes durante a marcha até a Constantinopla. Para complicar a situação, Maurício também enfrentou revoltas por toda a cidade por causa da carestia. Antes da chegada de Focas e suas tropas, o imperador fugiu.
A Chronicon Paschale nos dá um relato cronológico sobre a ascensão de Focas e Leôncia ao trono. Em 23 de novembro de 602, Focas foi coroado imperador por suas tropas do lado de fora da capital. Em 25 de novembro ele entrou na capital e foi aceito como imperador pela população. Ele proclamou corridas de bigas para homenagear sua elevação e ordenou que Leôncia fosse escoltada até a cidade como sua nova imperatriz, indicando que eles já eram casados havia algum tempo.
De acordo com Teófanes, o Confessor, Leôncia foi oficialmente coroada augusta em 27 de novembro. De acordo com Teofilato Simocata, o novo casal imperial liderou uma procissão através da cidade, como era o costume. A ocasição festiva foi marcada pelo reavivamento do destrutivo conflito entre os "Azuis" e os "Verdes", as duas maiores associações de corredores de bigas. Os Azuis questionaram a legitimidade do novo imperador lembrando-lhe que Maurício ainda estava vivo. Focas regiu ordenando a execução do deposto imperador e de seus filhos, o que ocorreu ainda no mesmo dia.
A única filha conhecida de Leôncia e Focas foi Domência (Domentzia), provavelmente batizada em homenagem a sua avó. Ela se casou com Prisco, que servia como conde dos excubitores.
Teófanes data o casamento para 607 e as "Crônicas" de João de Antioquia relatam que esta celebração teria iniciado as hostilidades entre Focas e seu genro. As facções de corredores homenagearam a ocasião colocando imagens de Focas, Leôncia, Domência e Prisco no Hipódromo de Constantinopla, uma tradição reservada ao casal reinante apenas. Assim, a colocação das duas últimas implicavam que Prisco seria o herdeiro ou coimperador de Focas. O imperador ficou furioso com a implicação e ordenou que as imagens de sua filha e do genro fosse destruídas. Este incidente supostamente fez com que Prisco se voltasse definitivamente contra o sogro.

## Deposição
Focas foi depoosto e executado por Heráclio em outubro de 610. Seus irmãos Domencíolo e Comencíolo foram também executados. Não se sabe o destino de Leôncia.
Prisco apoiou Heráclio e continuou a servir como conde dos excubitores até 5 de dezembro de 612. Ele foi então substituído por Nicetas, um primo de primeiro grau de Heráclio, e forçado a tomar votos monásticos. De acordo com a Chronicon Paschale, ele morreu no Mosteiro de Chora em 613. Se Leôncia teve outros descendentes através do casamento de sua filha com Prisco, não se sabe.